# Savill Garden

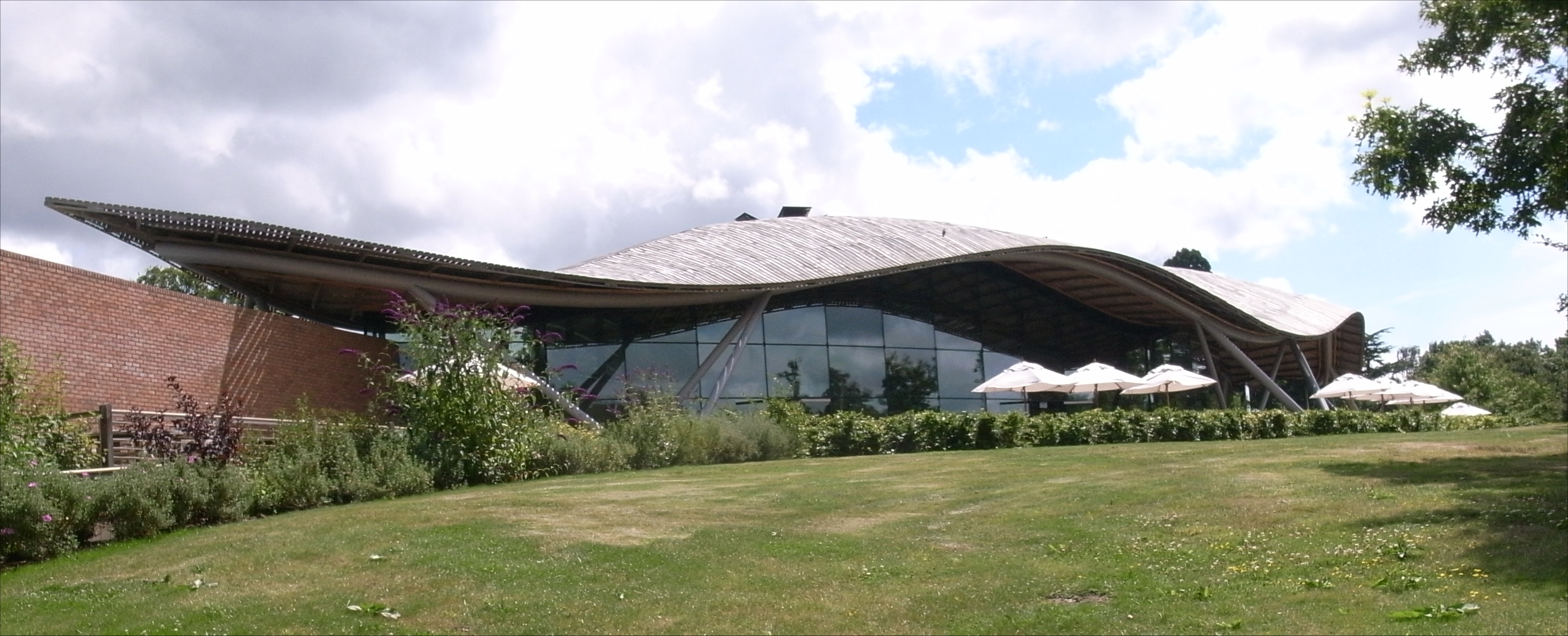
El Savill Building desde el jardín.

El Savill Garden (español: Jardín Savill), es un jardín y colecciones botánicas de propiedad privada, administrado por el Crown Estate, que se encuentra en Windsor, Inglaterra.

## Localización
El Savill Garden es un jardín cerrado que forma parte del Windsor Great Park y se ubica en su interior, Windsor, Surrey, Inglaterra, Reino Unido. 
Está abierto al público todo el año y se paga una tarifa de visita.

## Historia

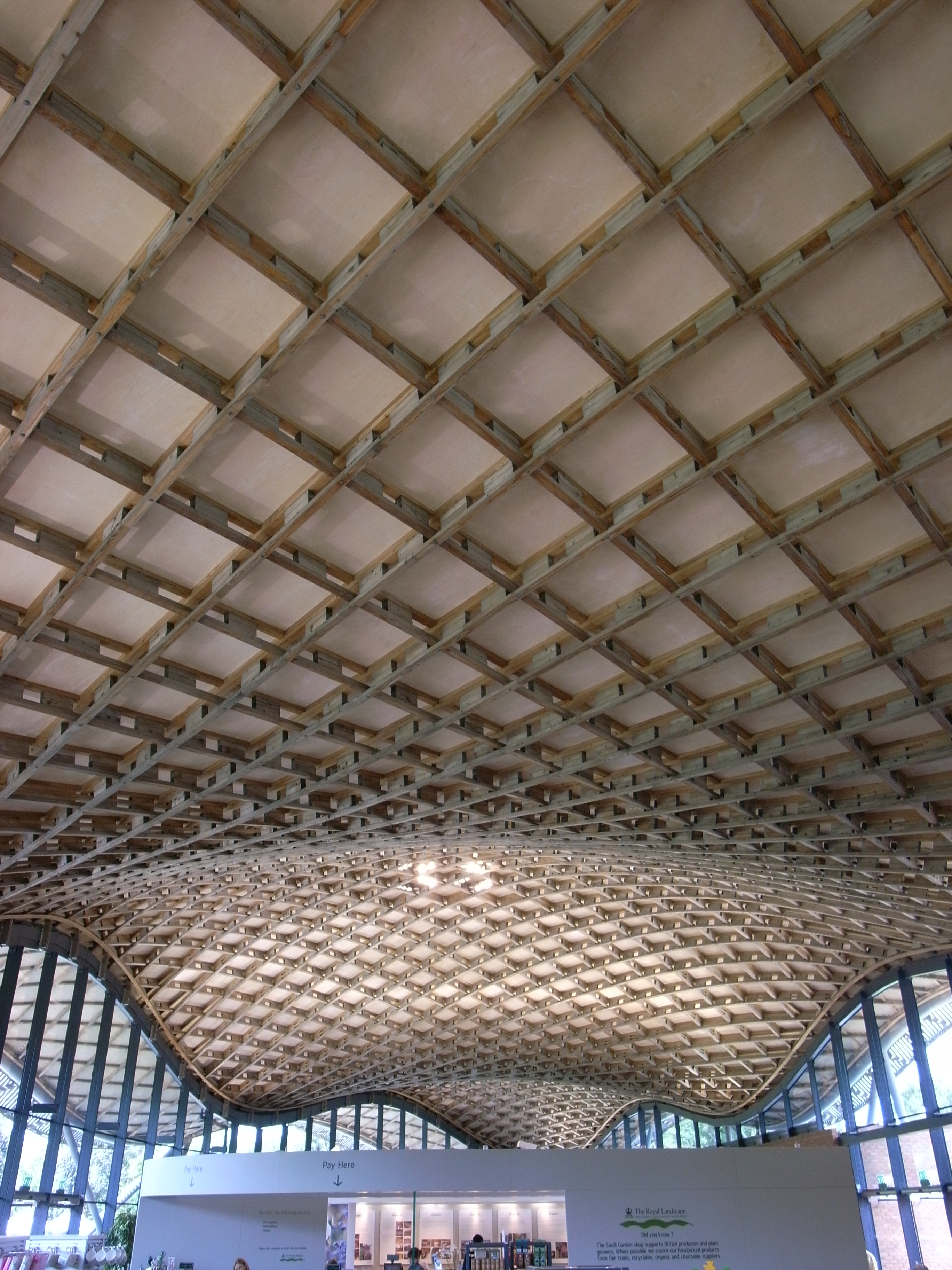
La cubierta de madera vista desde el interior del edificio Savill.

EL Savill Garden fue creado por Sir Eric Savill en  1930.  
En junio del 2006 fue abierto al público el nuevo centro de visitantes el Savill Building diseñado por el gabinete de arquitectos de Glenn Howells Architects. La madera que se emplea en suelos y cubiertas procede de árboles de la finca  Windsor.

## Colecciones
El jardín consta de:
- Zona de bosque.
- Jardines formales y estanque.
- Colección de plantas de Nueva Zelanda.
- Rosaleda contemporánea abierta al público en junio del 2010.
- Invernadero «Queen Elizabeth Temperate House».
- Los árboles plantados por los miembros de la familia real.